# Gartmore (voilier)
Pour les articles homonymes, voir Gartmore.
Gartmore est un voilier monocoque de course au large mis à l'eau en juin 1998, conçu par le cabinet d'architectes Finot-Conq et construit par JMV Industries. Il aura pour noms successifs : Pindar (2003), Objectif 3 (2004-2006), Spirit Of Weymouth (2007-2010), Explora (2013-2015), TechnoFirst – faceOcean (2016-2019), Terre Exotique depuis 2020.

## Historique
Conçu par le cabinet d'architectes Finot-Conq et construit par JMV Industries, Gartmore est mis à l'eau en juin 1998. Pour sa première compétition, le bateau skippé par Josh Hall est engagé dans le BOC Challenge 1998/1999 mais le 6 février 1999, lors de la troisième étape, il démâte, abandonne, et rentre sous gréement de fortune aux îles Chatham. 
En 2000, Josh l'inscrit au Vendée Globe. Il est sixième sur la liste d'attente mais il prend le départ le 5 novembre. Il boucle son tour du monde à la 9e place en 111 j 19 h 48 min, soit 18 j 16 h après le vainqueur Michel Desjoyeaux.

## Palmarès
- 1998-1999 :
  - Abandon dans le BOC Challenge barré par Josh Hall

- 1999 :
  - 7e de la Transat Jacques-Vabre barré par Josh Hall et Alex Thomson

- 2000-2001 :
  - 9e du Vendée Globe barré par Josh Hall

- 2001 :
  - 4e de l'EDS Atlantic Challenge avec Josh Hall, Christophe Auguin, Javier Sanso, Ollie Dewar, Paolo Manganelli et Brad Van Liew